# Rana Dasgupta
Rana Dasgupta (* 5. November 1971 in Canterbury, England) ist ein britisch-indischer Schriftsteller (Romane, Essays).

## Leben

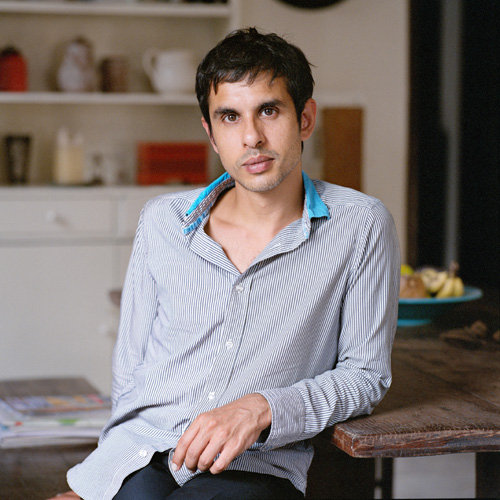
Rana Dasgupta, April 2010 (Foto: Nina Subin)

Der Sohn eines indischen Vaters und einer englischen Mutter wuchs in Cambridge, England, auf. Er studierte am Balliol College in Oxford, am Konservatorium Darius Milhaud in Aix-en-Provence, sowie als Fulbright-Stipendiat an der University of Wisconsin–Madison.
Seit er der Liebe wegen 2001 nach Delhi, Indien, zog, hat er dort seinen Hauptwohnsitz.
Die britische Tageszeitung The Daily Telegraph nannte ihn 2010 einen der besten Romanciers unter 40 Jahren in Großbritannien.  Die französische Tageszeitung Le Monde nannte ihn eine der 70 Personen, die die Welt von morgen stark beeinflussen.
Dasgupta erster Roman, Die geschenkte Nacht (Blessing Verlag, 2006), ist eine Untersuchung der Kraftlinien und Erfahrungen der Globalisierung. Beschrieben wurde es als moderne Version der Canterbury Tales. Tokyo Cancelled war 2005 in der Endauswahl für den John Llewellyn Rhys Prize.
Sein zweiter Roman, Solo (Blessing Verlag 2009), ist eine epische Erzählung des 20. und 21. Jahrhunderts aus der fiktiven Rückschau eines 100-jährigen bulgarischen Mannes. Solo wurde in rund zwanzig Sprachen übersetzt.
Dasgupta wurde 2010 für den Roman Solo ausgezeichnet mit dem prestigereichen Commonwealth Writers’ Prize. Er war im gleichen Jahr Gast des Internationalen Literaturfestivals Berlin.
Sein drittes Buch Delhi. Im Rausch des Geldes (Suhrkamp Insel, 2014), ist ein essayistisches Sachbuch über seine Wahlheimat Delhi sowie über die Mentalitäten und Tendenzen der dortigen Oberschicht.
Dasgupta hält gelegentlich Vorträge an der Brown University; im Frühjahr 2014 wurde er zum Distinguished Visiting Lecturer and Writer-in-Residence im Fachbereich Modern Culture and Media. Im Oktober 2012 hatte Dasgupta eine Whitney J. Oates Visiting Fellow-Gastprofessur in den Geisteswissenschaften an der Princeton University.
Er sollte nicht verwechselt werden mit dem gleichnamigen indischen Kameramann.

## Werke
Romane
- Tokyo Cancelled. London: Fourth Estate/HarperCollins, 2005. New York City: Black Cat/Grove Atlantic, 2005, ISBN 0-8021-7009-9
  - Die geschenkte Nacht. Roman,  Karl Blessing Verlag, München 2006. 476 S., ISBN 978-3-89667-242-1
- Solo (London: HarperCollins, 2009. New York City: Houghton Mifflin Harcourt 2009)
  - Solo, Roman. Karl Blessing Verlag, München 2010. 464 S., ISBN 978-3-89667-243-8

Sachbücher
- Capital: A Portrait of Twenty-First Century Delhi (2014)
  - Delhi. Im Rausch des Geldes. Suhrkamp Insel 2014, ISBN 978-3-518-42457-5

Essays
- "Maximum Cities" (New Statesman, 27. März 2006)[10]
- "Capital Gains" (Granta Magazin 107, Sommer 2009)[11]
- Selbstmord in Echtzeit (Lettre International, Ausgabe 119, Winter 2017, S. 58–66)
- The demise of the nation state (The Guardian 5. April 2018)[12]

## Auszeichnungen
- 2010: Commonwealth Writers’ Prize – „Best Book“ Winner für Solo.

## Belege
1. ↑  Lorna Bradbury: Are these Britain's 20 best novelists under 40?, The Telegraph vom 18. Juni 2010, abgerufen am 8. Januar 2015 (englisch)
2. ↑  Le Monde de demain, parlons-en aujourd'hui, Le Monde vom 12. Juni 2014, abgerufen am 8. Januar 2015 (französisch)
3. ↑  Sarah Crown: Narrative Planes, im The Guardian vom 29. März 2005, abgerufen am 8. Januar 2015
4. ↑  Passed By: Dreams and responsibilities in Rana Dasgupta’s “Solo”, Rezension von James Wood im The New Yorker vom 21. März 2011, abgerufen am 8. Januar 2015
5. ↑  Rana Dasgupta's 'risky' book takes writers' prize, BBC News vom 12. April 2010, abgerufen am 8. Januar 2015 (englisch)
6. ↑  Biografisches zu Rana Dasgupta, Gast des ilb 2010
7. ↑  Capital review - Rana Dasgupta's perceptive exploration of modern globalization, Rezension von Capital im The Guardian vom 23. März 2014, abgerufen am 8. Januar 2015
8. ↑  "Rana Dasgupta", Writers Online, Brown University
9. ↑  Rana Dasgupta bei IMDb
10. ↑  New Statesman Essay von Rana Dasgupta über den Aufstieg der Dritte Welt Städte
11. ↑  Granta Essay von Dasgupta über Delhi's neue Reiche (Memento des Originals vom 4. Oktober 2009 im Internet Archive)  Info: Der Archivlink wurde automatisch eingesetzt und noch nicht geprüft. Bitte prüfe Original- und Archivlink gemäß Anleitung und entferne dann diesen Hinweis.
12. ↑  The demise of the nation state, abgerufen am 20. November 2019

| Personendaten    | Personendaten                     |
| ---------------- | --------------------------------- |
| NAME             | Dasgupta, Rana                    |
| KURZBESCHREIBUNG | britisch-indischer Schriftsteller |
| GEBURTSDATUM     | 5. November 1971                  |
| GEBURTSORT       | Canterbury, UK                    |